# Матвіїв яр (заповідне урочище)
Матві́їв яр — заповідне урочище місцевого значення в Україні. Об'єкт розташований на території Новомиргородського району Кіровоградської області, на південь від міста Новомиргород. 
Площа 22 га. Статус присвоєно згідно з рішенням Кіровоградської обласної ради № 214 від 17.12.1993 року. Перебуває у віданні ДП «Олександрівський лісгосп» (Новомиргородське лісництво, кв. 25). 
Статус присвоєно для збереження частини лісового масиву, в деревостані якого переважають насадження ясена, клена, дуба.